# Кубок мира по лыжному двоеборью 1988/1989
Кубок мира по лыжному двоеборью 1988/1989 - 6-й по счёту сезон Кубок мира мастеров лыжной комбинации. Сезон начался  соревнованиями в австрийском Зальфельдене 17 декабря 1988 года, а  окончание было дано в канадском Тандер-Бей 25 марта 1989 года. Действующим обладателем Кубка мира был австриец Клаус Зульценбахер. Запланировано и проведено было 9 этапов в 7 странах мира. В середине сезона был проведен Чемпионат мира в Лахти. По итогам соревнований был определён новый обладатель трофея. Им стал спортсмен из Норвегии Тронд-Арне Бредесен.

## Календарь и результаты
| Этап                                                            | Дата            | Место          | Дисциплина  | Победитель          | Второй призёр       | Третий призёр       | Детали |
| --------------------------------------------------------------- | --------------- | -------------- | ----------- | ------------------- | ------------------- | ------------------- | ------ |
| 1.                                                              | 17 декабря 1988 | Зальфельден    | К-90/15 км  | Тронд-Арне Бредесен | Бард Йорген Элден   | Гейр Андерсен       | [ 1 ]  |
| 2.                                                              | 29 декабря 1988 | Обервизенталь  | К-90/15 км  | Кнут Торе Апеланд   | Клаус Офнер         | Франтишек Репка     | [ 2 ]  |
| 3.                                                              | 7 января 1989   | Шонах          | К-90/15 км  | Ипполит Кемпф       | Андрей Дундуков     | Тронд Эйнар Элден   | [ 3 ]  |
| 4.                                                              | 14 января 1989  | Райт-им-Винкль | К-90/15 км  | Тронд-Арне Бредесен | Ипполит Кемпф       | Клаус Зульценбахер  | [ 4 ]  |
| 5.                                                              | 21 января 1989  | Брайтенванг    | К-90/15 км  | Бард Йорген Элден   | Станислав Уступски  | Клаус Зульценбахер  | [ 5 ]  |
| Чемпионат мира по лыжным видам спорта (17-26 февраля 1989 года) |                 |                |             |                     |                     |                     |        |
| 6.                                                              | 3 марта 1989    | Осло           | К-120/15 км | Тронд Эйнар Элден   | Тронд-Арне Бредесен | Кнут Торе Апеланд   | [ 6 ]  |
| 7.                                                              | 11 марта 1989   | Фалун          | К-90/15 км  | Тронд Эйнар Элден   | Томас Абратис       | Аллар Леванди       | [ 7 ]  |
| 8.                                                              | 18 марта 1989   | Лейк-Плэсид    | К-90/15км   | Тронд-Арне Бредесен | Клаус Зульценбахер  | Фабрис Ги           | [ 8 ]  |
| 9.                                                              | 25 марта 1989   | Тандер-Бей     | К-90/15 км  | Ипполит Кемпф       | Ксавье Жирар        | Тронд-Арне Бредесен | [ 9 ]  |

## Общий зачёт
| Место | Спортсмен           | Очки |
| ----- | ------------------- | ---- |
| 1.    | Тронд-Арне Бредесен | 119  |
| 2.    | Клаус Зульценбахер  | 109  |
| 3.    | Ипполит Кемпф       | 94   |
| 4.    | Бард Йорген Элден   | 89   |
| 5.    | Кнут Торе Апеланд   | 83   |
| 6.    | Тронд Эйнар Элден   | 77   |
| 7.    | Аллар Леванди       | 52   |
| 8.    | Андрей Дундуков     | 48   |
| 9.    | Фабрис Ги           | 47   |
| 10.   | Томас Абратис       | 46   |

## Примечание
1. ↑  Saalfelden (AUT) 17.12.1988 Men's Gundersen K90/15.0 Km. Дата обращения: 16 июня 2015. Архивировано 22 октября 2015 года.
2. ↑  Oberwiesenthal (DDR) 29.12.1988 Men's Gundersen K90/15.0 Km. Дата обращения: 16 июня 2015. Архивировано 22 октября 2015 года.
3. ↑  Schonach (BRD) 07.01.1989 Men's Gundersen K90/15.0 Km. Дата обращения: 16 июня 2015. Архивировано 30 октября 2015 года.
4. ↑  Reit im Winkl (BRD) 14.01.1989 Men's Gundersen K90/15.0 Km. Дата обращения: 16 июня 2015. Архивировано 4 марта 2016 года.
5. ↑  Breitenwang (AUT) 21.01.1989 Men's Gundersen K90/15.0 Km. Дата обращения: 16 июня 2015. Архивировано 6 марта 2016 года.
6. ↑  Oslo (NOR) 03.03.1989 Men's Gundersen K120/15.0 Km. Дата обращения: 16 июня 2015. Архивировано 23 ноября 2015 года.
7. ↑  Falun (SWE) 11.03.1989 Men's Gundersen K90/15.0 Km. Дата обращения: 16 июня 2015. Архивировано 16 октября 2015 года.
8. ↑  Lake Placid (USA) 18.03.1989 Men's Gundersen K90/15.0 Km. Дата обращения: 16 июня 2015. Архивировано 4 декабря 2015 года.
9. ↑  Thunder Bay (CAN) 25.03.1989 Men's Gundersen K90/15.0 Km. Дата обращения: 16 июня 2015. Архивировано 4 марта 2016 года.